# جناب
جناب اصطلاحی در زبان فارسی است که برای احترام، پیش از نام بزرگان یا افراد دارای موقعیت اجتماعی بالا گفته می‌شود. در فرهنگ سخن آمده که این عنوان برای خطاب قرار دادن مردان است. در همین فرهنگ به استفاده از این عنوان برای «اندکی ریش‌خند» کردن مخاطب به هنگام طنزنویسی نیز اشاره شده است. مثالی برای این کاربرد از پرویز ناتل خانلری نیز ذکر شده است: «جناب نویسنده کجا فرصت و ذوق آن را دارد که به این نکته بپردازد؟!»